# قاپولوخ
قاپلوق یکی از روستاهای استان آذربایجان شرقی است که در بخش کشکسرای شهرستان مرند واقع شده‌است.